# Osteopilus marianae
Osteopilus marianae (tên tiếng Anh: Yellow Bromeliad Frog) là một loài ếch thuộc họ Nhái bén.
Đây là loài đặc hữu của Jamaica.
Môi trường sống tự nhiên của chúng là rừng ẩm vùng đất thấp nhiệt đới hoặc cận nhiệt đới.
Chúng hiện đang bị đe dọa vì mất môi trường sống.